# Adaga de Prata
Adaga de Prata (Silver Dagger), é um personagem da Marvel Comics, criado por Steve Englehartt em 1974. Foi um dos arqui-inimigos do Dr. Estranho, obcecado por destruir feiticeiros e tudo o que se relaciona-se com magia.

## Biografia
Adaga de Prata, era um ex-criminoso que foi também um antigo Cardeal da Igreja Católica. Era um leitor fanático do livro Darkhold na forma de Livro Shiatra dos Malditos. Tornou um fanático religioso e feiticeiro e começou a destruir outros magos e seres mágicos, transformando-se no carrasco dos ímpios, acreditando que os seres mágicos que destruía eram grandes pecadores. Adotou o nome da sua arma, um punhal de prata mergulhado em água benta, um método tradicional de destruir demónios.
Usou o seu poder mental para entrar no Sanctum Sanctorum, o santuário do Dr. Estranho, e espetar-lhe a sua adaga prateada. No entanto o Dr. Estranho escapou entrando na Orb de Agamotto, fugindo assim da morte certa mas permitindo que o Adaga de Prata roubasse o Olho de Agamotto. Também aprisionou e tentou efetuar uma lavagem cerebral em Clea, a discípula e futura mulher do Dr. Estranho, mas ficou preso na dimensão de Agamotto.
Conseguiu sobreviver à dimensão de Agamotto, retornando à dimensão da Terra, onde lutou com o Dr. Estranho, Homem-Aranha, Miss Marvel e Marie Laveau mas foi esfaqueado por Leveau e voltou para a dimensão de Agamotto. Algum tempo depois, ofereceu o seu olho esquerdo a Agamotto, que o ofereceu ao Dr. Estranho. Em seguida, tentou matar Jack Russell, um Lobisomem. Com as suas tropas, combateu contra a gangue das motas do Lobisomem, os Braineaters, mas durante a batalha foi mordido pelo lobisomem e deixados à mercê das suas tropas enquanto que o seu olho foi inexplicavelmente restaurado. Depois, escapou da dimensão de Agamotto mais uma vez, lutando contra o Dr. Estranho utilizando o seu próprio olho de Agamotto. Foi derrotado e entregue à custódia de Agamotto. Mais tarde o Adaga de Prata, voltou a enfrentar o Dr. estranho, Clea, Rintrah e o Troll Pip.

## Poderes

### Naturais
O Adaga de Prata era originalmente um homem atlético com um intelecto talentoso. Possui um vasto conhecimento da teologia cristã, especialmente, da seita apocalíptica que ele próprio criou, obteve o Mestrado e o Doutorado em teologia em um colégio jesuíta.
Tem alguns conhecimentos de magia e feitiçaria que empregava para uma variedade de efeitos, posteriormente repudiou todo o tipo de magia considerando-a satânica.
Tem a capacidade de lançar facas com um elevado grau de rigor e é exímio no uso de uma variedade enorme de armas automáticas. Tem conhecimentos básicos de artes marciais, incluindo Aikido, Judo e Boxe.
Utiliza um cinto que tem na parte de trás uma quantidade de suportes, onde coloca adagas, feitas à mão, de 9 polegadas que foram mergulhados em água benta para uma maior eficácia contra criaturas sobrenaturais.
Tem um alto grau de habilidade para a estratégia e as tácticas utilizadas no estilo de comando de conflito de baixa intensidade, e possui técnicas de guerra de guerrilha. Além disso, tem uma personalidade excepcionalmente carismática, possuindo poder de persuasão extraordinários, especialmente quando fala para grandes grupos de pessoas.
O Adaga de Prata e a sua equipe de comandos zelotas são conhecidos por utilizar uma variedade de armas automáticas que foram modificadas para disparar balas de prata, bem como dispositivos sofisticados de comunicação utilizados para combate furtivo.

### Sobrenaturais
O olho esquerdo do Adaga de Prata, foi posteriormente substituído pelo Olho de Agomotto original, pelo que consegue projectar raios de prata místicos.